# CAM cyklus
CAM cyklus neboli Crassulacean acid metabolism (metabolismus kyselin u tučnolistých) je jeden z cyklů fixace CO2 probíhající v temné fázi fotosyntézy. Je obměnou Hatchova-Slackova cyklu (C4-cyklus) a svůj název dostal podle čeledi tlusticovitých rostlin (lat. Crassulaceae), u nichž byl poprvé pozorován.
Tyto pouštní rostliny (například sukulenty) musí velmi šetřit vodou a proto otevírají průduchy jenom v noci, kdy vážou CO2 do malátu (podobně jako v Hatchově-Slackově cyklu). Pro uložení zásoby CO2 potřebují velké množství fosfoenolpyruvátu, který získávají glykolytickým štěpením škrobu. Během dne se malát štěpí na CO2, který vstupuje do Calvinova cyklu, a na pyruvát, ze kterého se opět syntetizuje škrob.
Takto provádí CAM rostliny fotosyntézu s minimálními ztrátami vody.

Schéma CAM cyklu